# Mary Colter
Mary Elizabeth Jane Colter (Pittsburgh, 4 april 1869 – Santa Fe, 8 januari 1958) was een Amerikaans architecte en designer die geassocieerd wordt met de rustieke architectuur van het Amerikaanse Westen. Mary Colter werkte in verschillende stijlen en stromingen, waaronder Pueblo-revival, Spaans-koloniale revival, Mission-revival, Streamline Design en de arts-and-craftsbeweging.

## Architectuur
Voor de Fred Harvey Company ontwierp Mary Colter, als een van de weinige vrouwelijke architecten, verschillende projecten. Colter ontwierp een reeks opvallende hotels en commerciële lodges in het zuidwesten van de Verenigde Staten, waaronder de Phantom Ranch (1922) aan de Grand Canyon en vijf bouwwerken op de South Rim van de Grand Canyon: Hopi House (1905), Hermit's Rest (1914), Lookout Studio (1914), Desert View Watchtower (1932) en de Bright Angel Lodge (1935). Vier van die vijf bouwwerken werden in 1987 gezamenlijk een National Historic Landmark verklaard. De Bright Angel Lodge werd snel een voorbeeld voor andere bouwwerken van de nationale parken, waarmee Colter een grote invloed uitoefende op de rustieke architectuur van de National Park Service. Daarnaast verzorgde Colter ook de decoratie van het El Tovar Hotel, dat ontworpen was door Charles Frederick Whittlesey.
El Navajo (1923) in Gallup (New Mexico) wordt weleens Colters meesterwerk genoemd. Dat gebouw vermengde moderne en Pueblo Revival-architectuur op progressieve wijze. Het gebouw werd kort voor Colters overlijden gesloopt. Mary Colter zelf zag haar ontwerp voor het La Posada Hotel (1929) in Winslow (Arizona) als haar grootste verwezenlijking. Colter ontwierp het hele resort, inclusief de tuinen, meubelen, het serviesgoed en de kledij van de meiden.

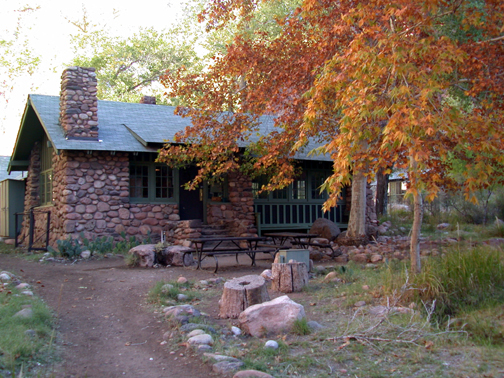
Phantom Ranch
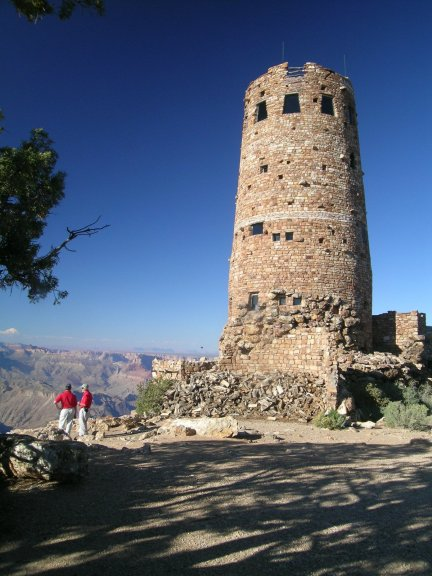
De Desert View Watchtower in Grand Canyon National Park

- Gemeinsame Normdatei: 124575757
- International Standard Name Identifier: 0000 0000 6682 1240
- Library of Congress Control Number: n81123626
- Nationale Bibliotheek van Tsjechië: jo20201077320
- SNAC: w6086f5g
- Système universitaire de documentation: 15286945X
- Union List of Artist Names: 500062075
- Virtual International Authority File: 40315650
- WorldCat: E39PBJyhgXFYJvCPT8KBRFtxjC